# Горчаков, Марк Иосифович
Марк Иосифович Горчаков (род. 8 декабря 1929, Москва) —- русский писатель, прозаик.

## Биографические вехи
Родился в семье Иосифа Доновича (Даниловича) Гринфельда (1892—1967), уроженца Кричева; мать — Марина Иосифовна Горчакова, уроженка Смоленска. Отец был репрессирован в 1938 году, отбыл в лагере и на поселении восемнадцать лет, сын перешёл на материнскую фамилию. Служил в Советской армии. Работал в геологической экспедиции.
1960 год —- окончил Московский государственный педагогический институт им. В.И. Ленина: был членом КПСС с 1960 года. 
1976 год —- член Союза писателей СССР.
Работал в журнале «Знамя»: печатался в этом же журнале, как рецензент и публицист (1985, № 9), (1988, № 12).

## Сноски
1. ↑  Горчаков Евгений Васильевич Канд. техн. наук ( 55/60 ). Дата обращения: 25 февраля 2013. Архивировано 27 февраля 2013 года.
2. ↑  Горчаков Евгений Васильевич Канд. техн. наук ( 56/60 ). Дата обращения: 25 февраля 2013. Архивировано 27 февраля 2013 года.
3. ↑  Горчаков Евгений Васильевич Канд. техн. наук ( 54/60 ). Дата обращения: 25 февраля 2013. Архивировано 27 февраля 2013 года.
4. ↑  М.Горчаков Записки безродного космополита = $ 20,21 - Biblio-Globus.USa. Дата обращения: 25 февраля 2013. Архивировано 21 апреля 2013 года.